# 879
879 (DCCCLXXIX) je bilo navadno leto, ki se je po julijanskem koledarju začelo na četrtek.

## Dogodki
- 1. januar

## Rojstva
- 17. september - Karel III. Preprosti, kralj Zahodnofrankovskega kraljestva († 929)

## Smrti
- 10. april - Ludvik Jecljavi, kralj Zahodnih Frankov (* 846)